# Axanthosoma nigrum
Axanthosoma nigrum är en stekelart som beskrevs av Girault 1913. Axanthosoma nigrum ingår i släktet Axanthosoma och familjen kragglanssteklar. Inga underarter finns listade.